# Linköping University Electronic Press
Linköping University Electronic Press (LiU E-Press) är Linköpings universitets elektroniska förlag med uppgift att tillgodose universitetets elektroniska publicering av vetenskapliga publikationer.
LiU E-Press är ett icke-kommersiellt open access-förlag. Alla författare som publicerar i fulltext på LiU E-Press behåller upphovsrätten till sina publikationer. Förlaget publicerar bland annat doktorsavhandlingar, licentiatavhandlingar, forskningsrapporter och examensarbeten. Förlaget är även värd för tolv akademiska tidskrifter samt utför en betydande parallellpublicering. 
Den huvudsakliga elektroniska publiceringen började vid inrättandet första oktober 1996 med bland annat en internationell open access-tidskrift ETAI inom datavetenskap med öppen peer review och det första numret utkom 1997, vilket uppmärksammades internationellt. Professor Erik Sandewall blev förlagets första chef.  I början var E-press en egen enhet inom Linköpings universitet. I april 2004 blev förlaget knutet till universitetsbiblioteket.

## Tidskrifter
- ATENA Didaktik
- Confero: Essays on Education, Philosophy and Politics
- Culture Unbound: Journal of Current Cultural Research
- The European Journal for Research on the Education and Learning of Adults (RELA)
- De Ethica
- International Journal of Ageing and Later Life (IJAL)
- Nordic Journal of Vocational Education and Training (NEJLT)
- Northern European Journal of Language Technology (NEJLT)
- Physiologica
- Sensorium Journal
- Valuation studies
- Venue: Populärvetenskaplig tidskrift för forskning om skola och förskola